# Pointe de la Grande Journée
La pointe de la Grande Journée est un sommet de France situé dans le massif du Beaufortain, en Savoie à la limite des communes de Beaufort, Tours-en-Savoie et la Bâthie.

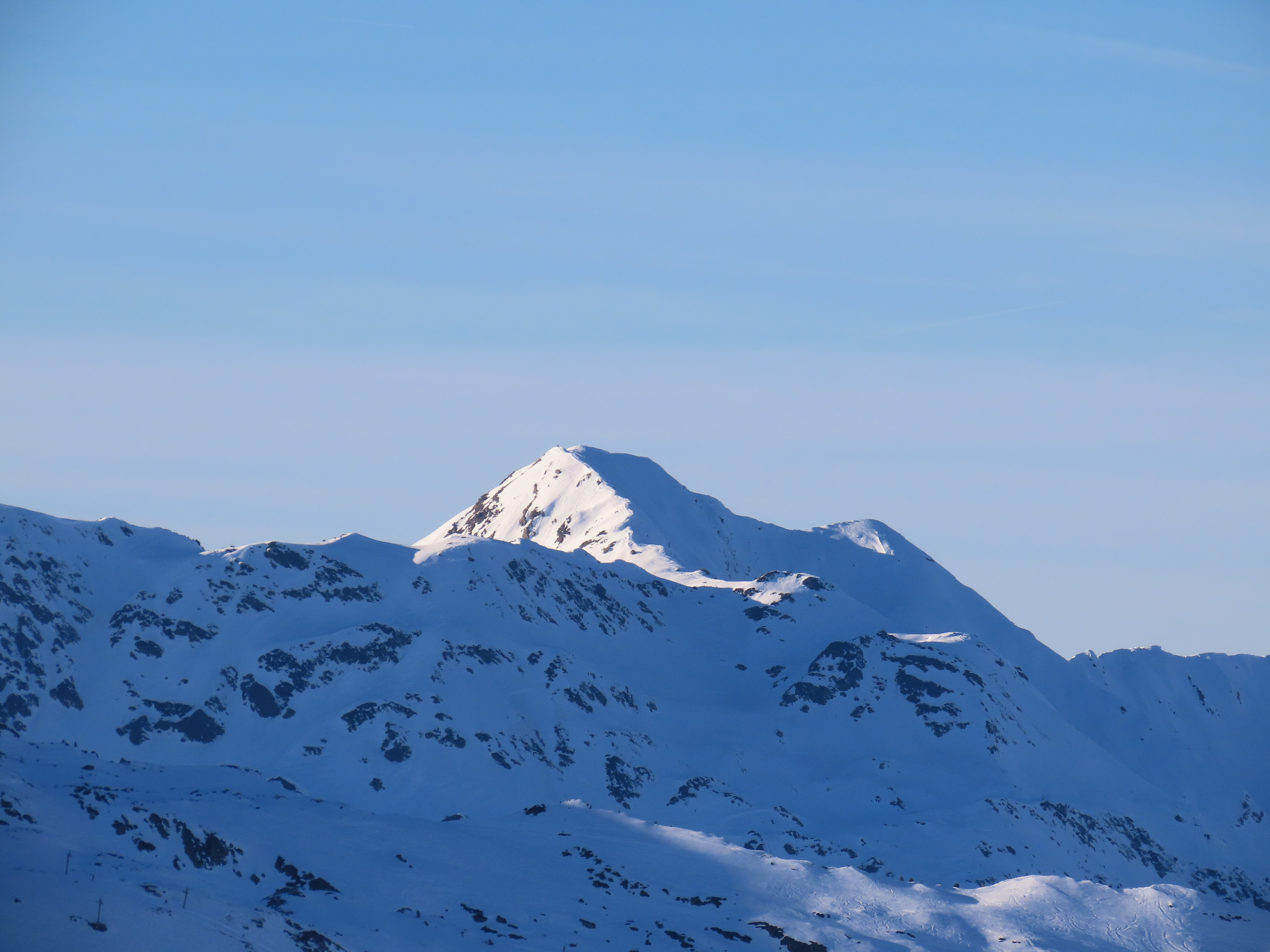
Vue hivernale de la pointe de la Grande Journée depuis la croix du berger au sud-est.